# Norodom Sihamoni
Norodom Sihamoni (khmer. នរោត្តម សីហមុនី, ur. 14 maja 1953 w Phnom Penh) – król Kambodży od 2004, czwarty monarcha z dynastii Norodom, ambasador Kambodży przy ONZ (1991–1993) i UNESCO (1993–2004).

## Życiorys
Najstarszy syn króla Sihanouka (1922–2012) i królowej Monineath (ur. 1936). Jego imię, Sihamoní, wywodzi się od skrócenia imion jego rodziców Siha (Sihanouk) i Moní (Monineath).  
Uczęszczał do Norodom School, a następnie do prywatnej francuskiej Le Grand Lycée w Phnom Penh. W 1962 roku został wysłany przez ojca do Pragi, gdzie kontynuował naukę. Pobierał prywatne lekcje baletu i gry na fortepianie. Ukończył Konserwatorium Praskie, po czym w latach 1971–1975 studiował taniec klasyczny na Akademii Sztuk Scenicznych w Pradze, gdzie obronił pracę magisterską pod tytułem Koncepcja szkolnictwa artystycznego w Kambodży.  
Po opuszczeniu Czechosłowacji w 1975 roku, przeniósł się do Korei Północnej, gdzie do 1976 studiował reżyserię filmową na Narodowej Akademii Kinematografii w Pjongjangu. W 1976 powrócił do Kambodży po otrzymaniu sfałszowanego przez Czerwonych Khmerów telegramu, w którym jego ojciec, król Sihanouk, miał nakazywać mu pilny przyjazd. Następnie przebywał w areszcie domowym do 1979, kiedy to po upadku rządzącego Kambodżą reżimu, wraz z całą rodzina królewską został ewakuowany do Chin. 
Od 1981 mieszkał we Francji, gdzie jako profesor tańca klasycznego i pedagogiki artystycznej uczył w kilku paryskich konserwatoriach. Ponadto założył własną grupę taneczną Ballet Deva i wyreżyserował kilka filmów. W 1988 roku został mianowany prezesem Khmerskiego Towarzystwa Tanecznego we Francji. Był także dyrektorem generalnym Królewskiej Khmerskiej Wytwórni Filmowej Khmara Pictures. W 1991 został powołany na stałego przedstawiciela Kambodży przy ONZ. W 1993 został mianowany stałym przedstawicielem przy UNESCO. 
14 października 2004, po abdykacji ojca, został wybrany przez Radę Tronową (m.in. premiera Hun Sena i przewodniczącego Zgromadzenia Narodowego księcia Norodoma Ranariddha) nowym królem Kambodży. 29 października 2004 został oficjalnie koronowany.
20 września 2006 otrzymał honorowe obywatelstwo Pragi. W 2008 roku został wybrany na zagranicznego członka francuskiej Akademii Inskrypcji i Literatury Pięknej.
Jest kawalerem. Nie ma dzieci. Biegle mówi w języku czeskim, francuskim i angielskim.

## Odznaczenia
- Królewski Order Kambodży (Kambodża)
- Krzyż Wielki Królewskiego Orderu Monisaraphon (Kambodża)
- Wielki Oficer Legii Honorowej (Francja, 2004)
- Krzyż Wielki Legii Honorowej (Francja, 2010)
- Wielka Wstęga Orderu Chryzantemy (Japonia, 2010)